# Rekombinante DNA
Als rekombinante DNA (rDNA) wird ein artifizielles DNA-Molekül bezeichnet, das in vitro, mittels gentechnischer Methoden (Restriktion und Ligation), neu zusammengesetzt wurde. Die DNA kann dabei aus verschiedenen Organismen stammen oder in vitro synthetisiert worden sein, entweder chemisch mittels Oligonukleotidsynthese, oder enzymatisch mittels der Polymerasekettenreaktion (PCR). Ein rekombinantes Protein entsteht aus rekombinanter DNA, jedoch codiert nicht jede rekombinante DNA automatisch für ein Protein.
Ein Beispiel für rekombinante DNA sind Plasmide, die zunächst aus Bakterienzellen isoliert werden und in die man dann ein Transgen aus fremden Organismen oder aus einer künstlichen Gensynthese einbaut. Siehe auch Vektoren in der Gentechnik.
Rekombinante DNA wurde erstmals 1973 von den US-Amerikanern Herbert W. Boyer und Stanley Norman Cohen erzeugt.